# Серкебаєв Єрмек Бекмухамедович
Єрме́к Бекмухаме́дович Серкеба́єв (каз. Серкебаев Ермек Бекмұхамедұлы; * 4 грудня 1926, Петропавловськ, Казахстан — † 16 листопада 2013) — радянський і казахський співак (ліричний баритон). Народний артист СРСР (1959). Батько Алмоса Серкебаєва.

## Життєпис
У 1941—1943 роках навчався в Алматинському музичному училищі по класу скрипки. У 1951 році закінчив Алматинську консерваторію по класу вокалу; учень А. М. Курганова. Дебютував на сцені ще студентом, виступивши в ролі Абая (опера Жубанова і Хаміді «Абай»). З 1947 — соліст Казахстанського театру опери та балету імені Абая. За оцінками оперних критиків, має м'який голос оксамитового тембру; для нього характерні багатство фарб та декламаційна виразність.
За багаторічну практику виконав багато оперних партій, серед яких: Абай («Абай» Жубанова і Хаміді), Амангельди («Амангельди» Тулебаєва), Тулеген («Тулеген Тохтаров» Жубанова і Хаміді), Йор-Таргин («Йор-Таргин» Брусиловського), Артем («Дударей» Брусиловського), Алпамис («Алпамис» Рахмадієва, Мазепа («Мазепа» Чайковського), Євген Онегін («Євген Онегін» Чайковського), Єлецький («Пикова дама» Чайковського), Роберт («Йоланта» Чайковського), Дон Жуан («Дон Жуан» Моцарта), Фігаро («Весілля Фігаро» Моцарта), Януш («Галька» Монюшка), Петруччо («Приборкання непокірної» Шебаліна), Олег Кошовий, («Молода гвардія» Мейтуса), Володимир Ульянов («Брати Ульянови» Мейтуса). За виконання останніх двох партій був 1972 року нагороджений Державною премією Казахської РСР.
Виступав також як камерний і естрадний співак. Знімався в кіно: «Наш любий доктор» (1958), «У цей святковий вечір» (1959), «Пісня кличе» (1961), «Янгол у тюбетейці» (1969) та інші.
Багато гастролював, в тому числі в радянські часи за кордоном (Румунія, Пакистан, Франція, Китай, Бельгія і багато інших країн). Був депутатом верховних рад СРСР та Казахської РСР.
Нагороджений державною премією СРСР у 1977.